# Vlaamse Commissie Onroerend Erfgoed
De Vlaamse Commissie Onroerend Erfgoed is een onafhankelijk adviesorgaan voor onroerend erfgoed in het Vlaams gewest, opgericht in 2013. De evenknieën in de andere gewesten heten Koninklijke Commissie voor Monumenten en Landschappen (Brussel) en Commission royale des Monuments, Sites et Fouilles (Wallonië).

## Geschiedenis
De Koninklijke Commissie voor Monumenten (Fr.: Commission royale des Monuments) werd op 7 januari 1835 opgericht om de Belgische regering advies te geven over monumentenzorg en stedenbouwkunde. Vanaf 1912 adviseerde zij tevens over landschappen, wat werd toegevoegd aan de naam.
In 1968 werd de commissie gesplitst in een Nederlandstalige en een Franstalige afdeling, verantwoordelijk voor respectievelijk Vlaanderen en Wallonië. Beide afdelingen samen waren bevoegd voor Brussel. Bij de grondwetswijziging van 1970 ging de bevoegdheid cultuur naar de gemeenschappen. Hierdoor werden de aparte afdelingen omgezet naar aparte commissies.
In 1989 werd monumenten- en landschapszorg een gewestelijke bevoegdheid. De Vlaamse Regering werd voor Vlaanderen geadviseerd door de Koninklijke Commissie voor Monumenten en Landschappen van het Vlaams Gewest. De voorzitter van deze commissie was van 2000 tot 2010 Andries Van den Abeele, waarna hij werd opgevolgd door Anne Mie Draye. De commissie werkte in vijf afdelingen, elk geleid door een eigen ondervoorzitter. Daarnaast werden de werkzaamheden deels gedelegeerd naar provinciale commissies. 
Krachtens het Onroerenderfgoeddecreet van 13 juli 2013 werd de KCML van het Vlaamse Gewest, samen met de expertencommissie onroerend erfgoed, per 1 januari 2015 omgevormd tot de Vlaamse Commissie Onroerend Erfgoed (VCOE). De voorzitter van deze commissie is sinds 2015 Michiel Deweirdt.

## Bevoegdheden
Adviseren over het behoud en de bescherming van onroerend erfgoed is een van de kerntaken van de commissie. Zij vervult daarnaast ook een adviesrol in geval van wijziging of opheffing van een bescherming.
De Vlaamse Commissie Onroerend Erfgoed is, als opvolger van de Expertencommissie, ook bevoegd om te adviseren inzake administratieve beroepsprocedures.
Bij de vaststelling van een inventaris wint de Vlaamse Regering verplicht het advies in van de Vlaamse Commissie Onroerend Erfgoed. De commissie evalueert of het betrokken onroerend erfgoed voldoende erfgoedwaarden bezit en voldoende goed bewaard is.  Daarnaast beoordeelt de commissie de kwaliteit van het vaststellingsdossier en kan zij zich uitspreken over de bezwaarschriften uit het openbaar onderzoek.
Zowel onroerenderfgoedgemeenten, intergemeentelijke onroerenderfgoeddiensten, onroerenderfgoeddepots als ook archeologen en metaaldetectoristen kunnen een erkenning aanvragen. Met het oog op deze erkenning en de evaluatie van de reeds erkende actoren kan de VCOE om advies worden gevraagd.
Verder is de commissie bevoegd om deel te nemen aan een aantal jury's en visitatiecommissies. Hiervoor worden naargelang de vereiste expertise een of meerdere commissieleden afgevaardigd.

## Voetnoten
1. ↑  Marcel Celis over 35 jaar monumenten- en landschapszorg, brusselnieuws.be, 3 september 2010
2. ↑  Onroerend Erfgoed - KCLM[dode link], onroerenderfgoed.be